# くずはモール

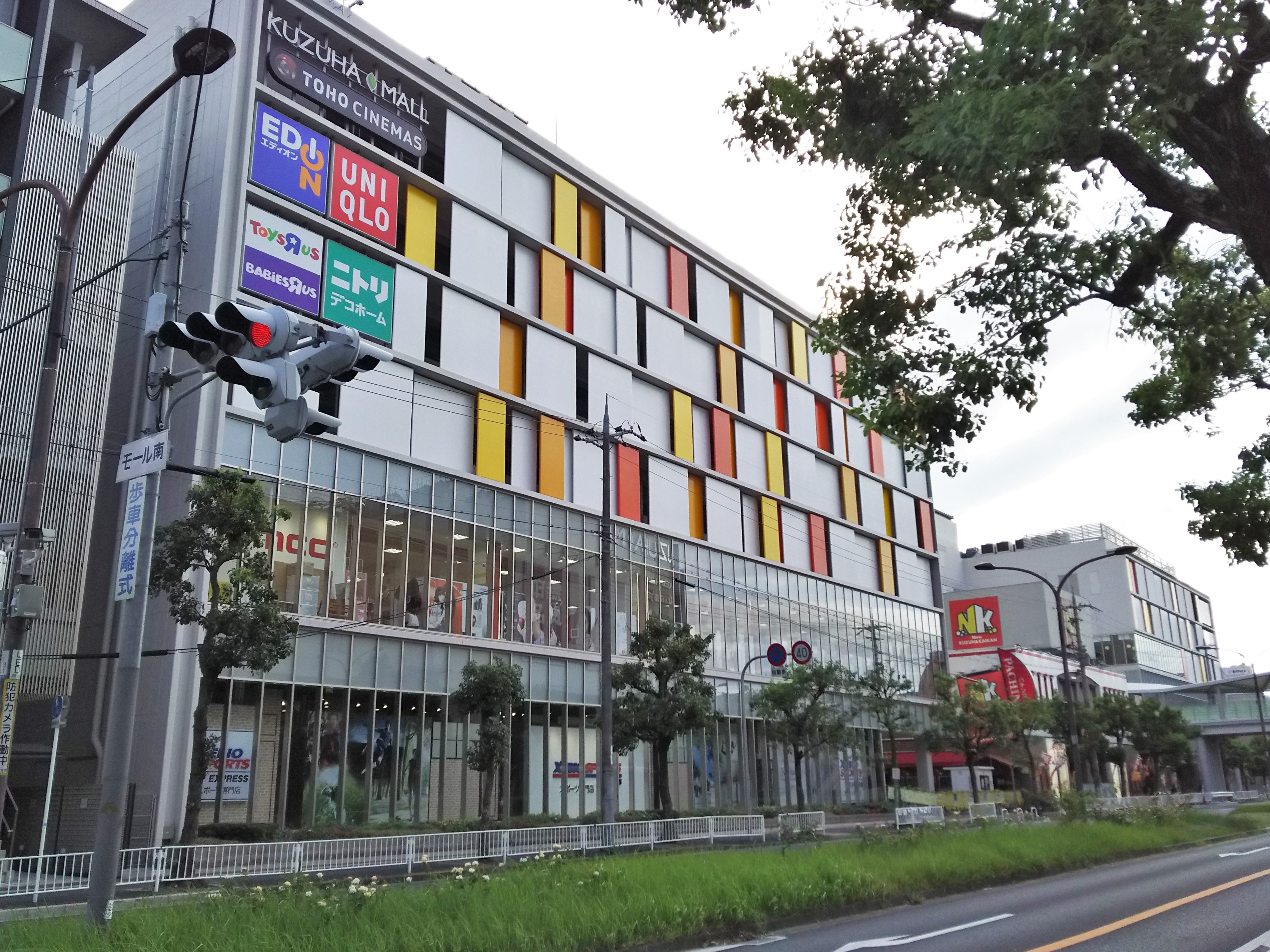
南館（ヒカリノモール）

くずはモールは、大阪府枚方市樟葉（くずは）花園町にある、京阪ホールディングス子会社の京阪流通システムズが運営するショッピングモールである。京阪本線樟葉駅に近く、沿線最大の商業施設である。京阪グループの中核企業である京阪電気鉄道の引退した鉄道車両を展示しており、見学や記念撮影をする来店客も多い。本記事では、鉄道車両展示スペース「SANZEN-HIROBA」についても記述する。
当時は京阪グループ内に百貨店がなかったため、天満橋駅ビル同様に名古屋資本の百貨店松坂屋を招致して百貨店とスーパーマーケット（ダイエー／イズミヤ）、専門店街という本格的なショッピングモールの先駆けとして開設され、話題を呼んだ。
その後は松坂屋の低迷による撤退と自社百貨店の守口での成功もあり、改築後は京阪百貨店を中心としたショッピングモールとなっている。なお、ダイエーグルメシティ（現在はイオンフードスタイル byダイエー）とイズミヤも引き続きある。

## 京阪くずはモール街（1972年-2004年）
1972年4月に樟葉駅（当時は急行停車駅）前にオープンした。松坂屋（開業は1974年）とダイエー、イズミヤの3店舗を核として、その他150店舗の専門店街と、約1200台が収容できる駐車場（南駐車場・西駐車場）などを兼ね備えていた。日本では珍しい本格的なオープンモールと複数の店舗を持つ複合型ショッピングセンターであった。なお松坂屋としては当時最も売り場面積が狭い店舗だった。
SLのD51形51号機を設置・保存し、水上ステージも備えたオープンスペース「汽車の広場」を中心に、その周囲6方向に、屋外モールの「太陽のモール」（樟葉駅の方向とその反対方向）、屋内モールの「緑のモール」（北東方向）、「花のモール」（南西方向）、ダイエー（北方向）、イズミヤ（南方向）が配置され、「汽車の広場」に隣接して西洋風の鐘楼（実際に決まった時間に鐘が鳴らされていた）も設けられた。また、南東の端にはボウリング場などを備えた「京阪くずは会館」も設けられていた。
1972年のオープニングイベントでは松田優作が出席していた。1974年に建築業協会の第15回BCS賞に選ばれている。
その後、老朽化が著しいことや店舗の大型化を目指すことなどから2004年1月でいったん閉鎖した。D51形51号機はトロッコ嵯峨駅前の19世紀ホールに移設展示された後、解体され現存しない。
同年1月より南駐車場の一部に建設した仮設店舗で「くずはモール’ダッシュ」として営業しながら新店舗の建設が行われた。

## KUZUHA MALL〈くずはモール〉（2005年-）

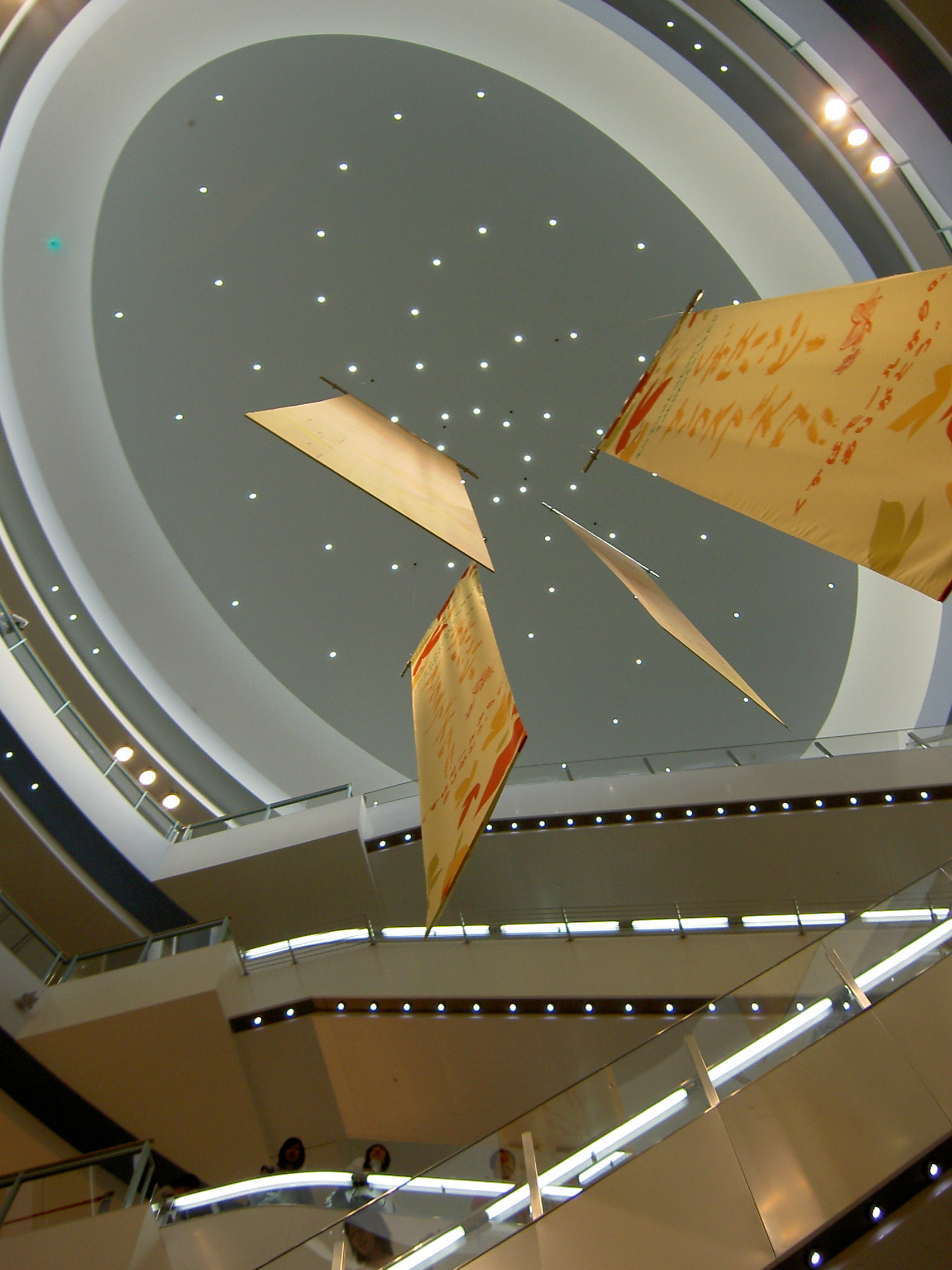
グランドアトリウム

2005年4月14日にオープンした新生くずはモール街は英語表記である「KUZUHA MALL」（くずはモール）と称されることになった。オープン初日には開店前から1000人以上の人が列をつくるなど賑わいを見せている。
くずはモールは、本館、旧松坂屋くずは店（2004年3月閉店）を改装してリニューアルした西館、「くずはモール’ダッシュ」を改装したKIDS館（2005年9月15日オープン）からなる。
- 本館は4階建て全体を吹き抜けにして、京阪百貨店のほか総合スーパー（GMS）業態として「ダイエー グルメシティ」と「イズミヤ」を核店舗とし、ファッションや飲食店など約170の専門店が入店する。
- 西館は大型衣料品店「ユニクロ」等のファッション関連の店舗が入居するほか、インテリアやドッグラン併設のペットネスクラブやカフェ、エステなどの美容関係の店舗が入店している。
- KIDS館は、トイザらス等のキッズ・ベビー関係の店舗が入店しているほか、子供たちが思いっきり遊べるプレイゾーンがある。
- 2007年12月1日には、くずはロフト[※ 3]がオープンした。

各衣料品店・飲食店は、関西初出店のものをとりそろえたり、レストランゾーンは開放感のあるアウトモールで、新しい街づくり感覚で設計され、DINING ST.（ダイニングストリート）と呼ばれる。これはくずはモールの一つの特徴でもある。子供と若い世代からファミリー、中高年世代まで幅広く対応した新型モールである。
- 食料品はダイエーが担当しているため、イズミヤは食料品の売り場が存在しないのが特徴である。

### 増床・リニューアル

#### 2014年
第2期開発として、2012年夏着工・2014年春完成で西館とKIDS館の建て替えが行われ、2014年3月12日にグランドオープンした。この建て替えにより、西館の跡地には本館が増築され（本館増床部）、KIDS館、「くずはコート」の跡地と南駐車場の部分には南館が建設され多層化された。営業面積は5万平米から7万2千平米へ増床され、ファッションやインテリア、雑貨等の店舗を増やし、エンターテインメント施設や住居関連商品の店舗が新たに誘致された。
このリニューアルに伴い、本館既存部には「ミドリノモール」、本館増床部には「ハナノモール」、南館には「ヒカリノモール」の愛称がつけられた。これは初代「くずはモール街」のモール名を引き継いだものである。
また、初代「くずはモール街」のシンボルだった「鐘の塔」に設置され、鳴らされていた鐘の音が、実物からの録音をデジタル処理した時報として毎日12時、15時、18時の3回、季節ごとに変化させて全館で流される。この時報と開店・閉店時のBGMの制作は向谷実が担当した 。
南館「ヒカリノモール」1階には、京阪電鉄のミュージアムゾーン（ミニ博物館）「SANZEN-HIROBA」が設けられ、京阪旧3000系（3505号車）が「デジタル動態保存」（実際は静態保存した車両に鉄道シミュレーターなどを設置したもの）された（後述）。
なお、この建て替えのため、西館は2012年6月30日で、KIDS館、「くずはコート」は2012年8月31日で営業を終了した。

#### 2023年
4月にかけて、本館「ミドリノモール」1階にあるフードコートと食品売り場を「フードマルシェ」にして店舗数を18と1.5倍に増やすほか、SANZEN-HIROBA（後述）での鉄道車両展示を拡充する。レストラン街「ダイニングストリート」も秋には店の入れ替えやテラス席増設などを予定している。2026年度にかけての中期経営計画の一環で、新型コロナ禍による鉄道乗客数減少に対応して、運賃以外の収益力を高める狙いがある。

### TOHOシネマズくずはモール
TOHOシネマズくずはモール（とうほうシネマズくずはモール）は、上記2014年のリニューアルと同時に、本施設南館3階に開館したシネマコンプレックス「TOHOシネマズ」である。10スクリーンを備え、西日本で初めてTCX、ドルビーアトモスを導入した。
| スクリーン | 座席数 | 車いす席 | 音響設備                |
| ---------- | ------ | -------- | ----------------------- |
| 1          | 374    | 3        | TCX / DTS / DOLBY ATMOS |
| 2          | 161    | 2        |                         |
| 3          | 225    | 2        |                         |
| 4          | 212    | 2        |                         |
| 5          | 154    | 2        |                         |
| 6          | 314    | 2        |                         |
| 7          | 108    | 2        |                         |
| 8          | 127    | 2        |                         |
| 9          | 162    | 2        |                         |
| 10         | 116    | 2        |                         |

## SANZEN-HIROBA（2014年-）

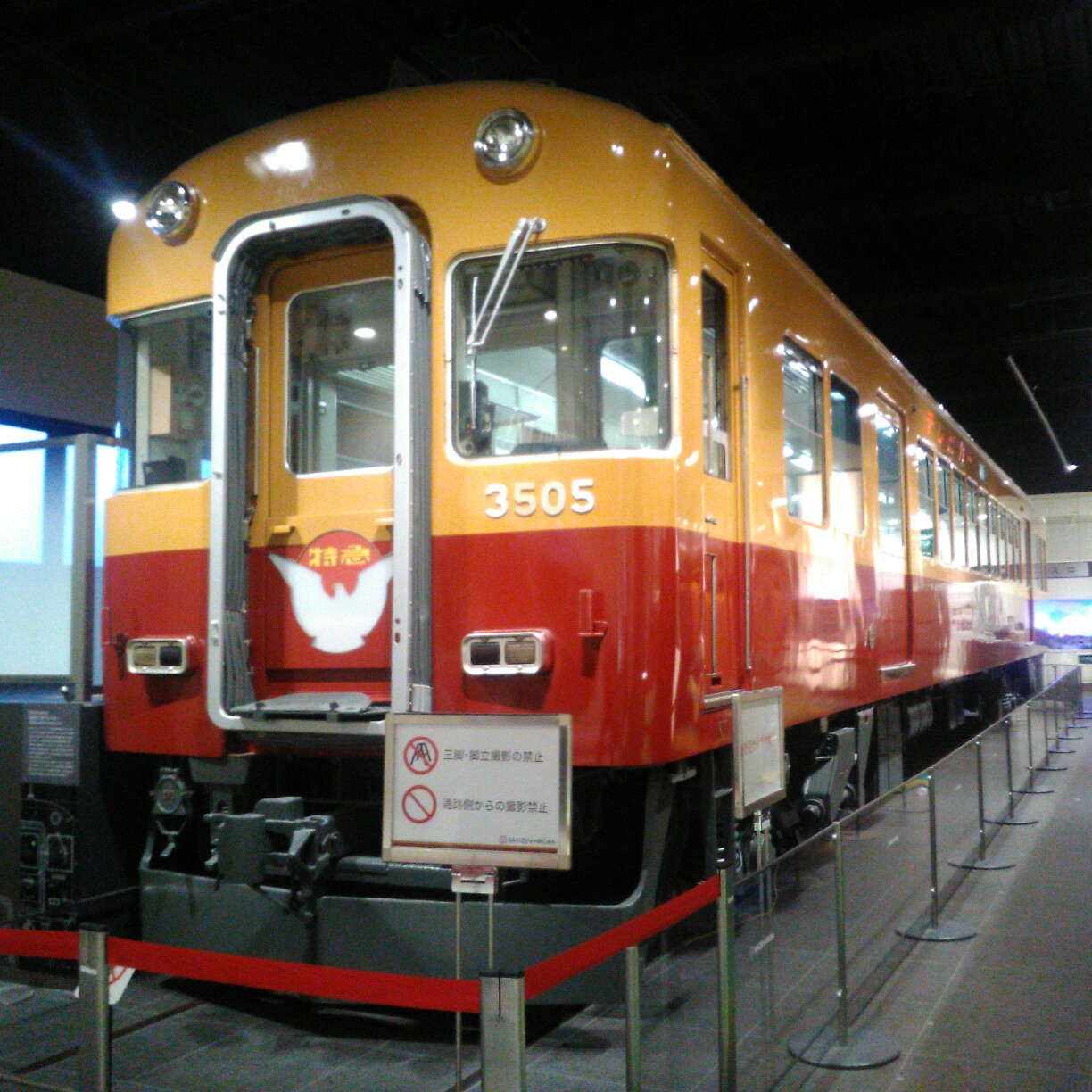
「SANZEN-HIROBA」に展示されている京阪初代3000系3505号車。

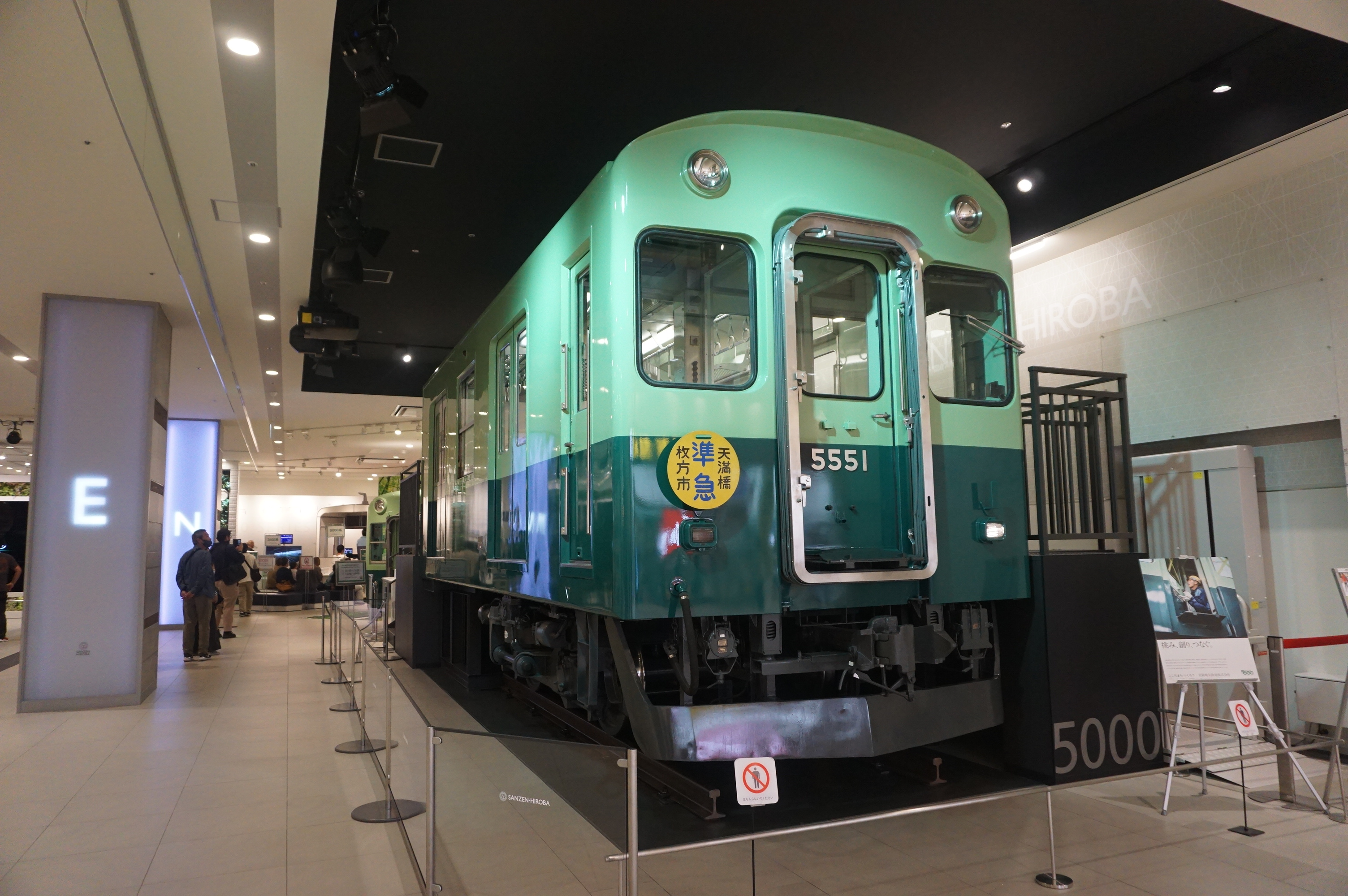
イベントスペースを挟んで初代3000系の反対側に展示されている京阪5000系5551号車のカットボディ。その後ろには2600系の前面カットモデル。

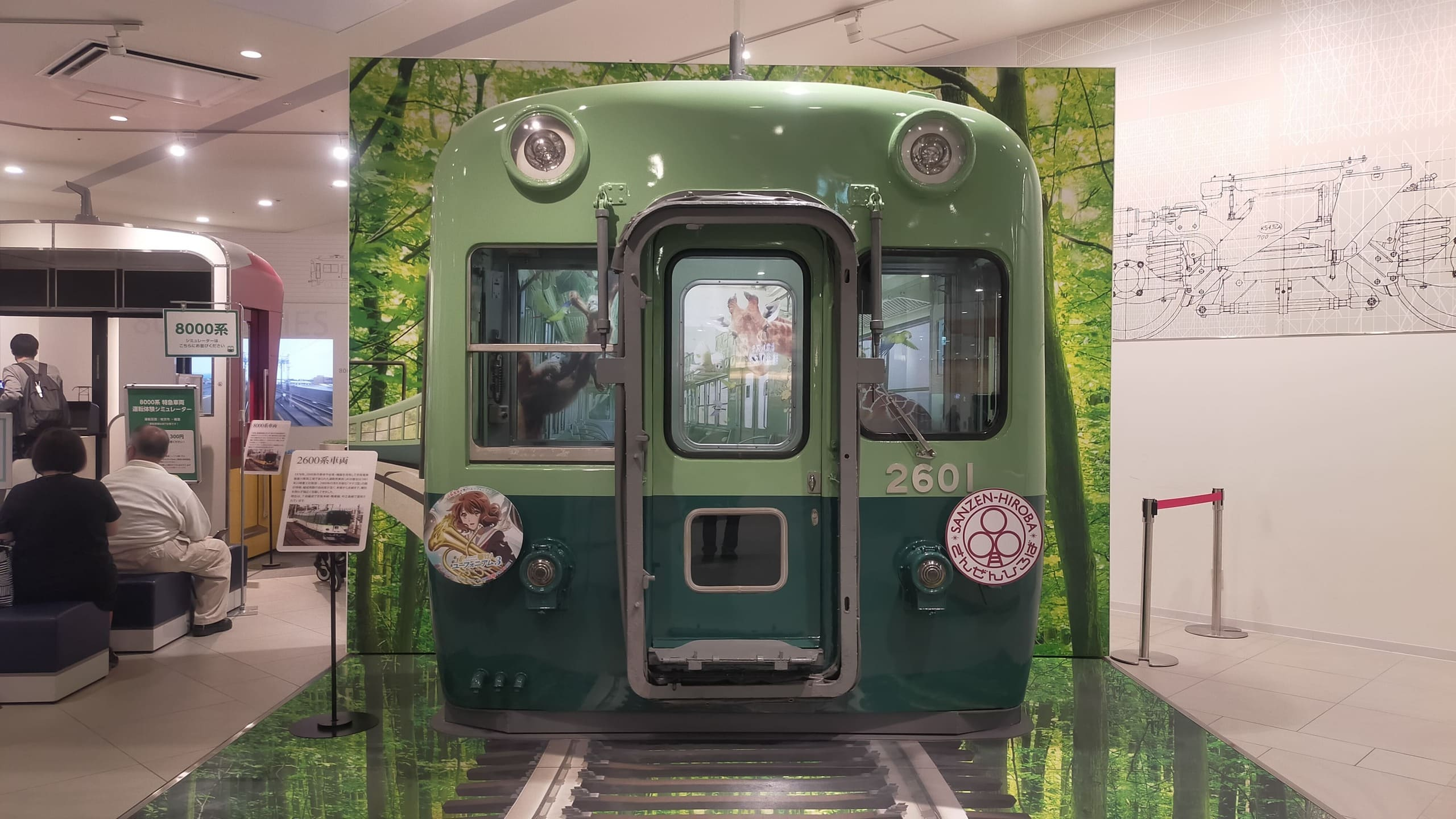
京阪2600系2601号車の前面カットモデル。

先述の通り、2014年の増床リニューアルによって、南館「ヒカリノモール」1階には、京阪電鉄のミュージアムゾーン（入場料無料の小規模な鉄道博物館）「SANZEN-HIROBA」が設けられた。1971年から2013年まで京阪線で運用され、最後まで在籍した初代3000系特急車の3505号車（テレビカー、くずはモール街が開業した1972年に竣工した車両）が「デジタル動態保存」（実際は静態保存した車両に鉄道シミュレーターなどを設置したもの）された。予約で運転体験もできる。他にも8000系を模した特急車両型と一般車両型の鉄道シミュレーターを設置したり、京阪電気鉄道の歴史資料等が展示されたりしている。この他、イベント開催を前提として施設中央は空きスペースとなっており、ステージなどが設置されたり、販売スペースとしても使われたりしている。
2023年4月にはリニューアルを行い、5000系先頭半両分、2600系前面カットモデルを追加展示し、さらに、ライトアップや音、床から線路が現れる仕掛を施し、走行時のような雰囲気を演出を行う。
なお、関西の私鉄が運営する鉄道保存展示施設は2023年時点、当モールが唯一の存在である。

### 設置物・展示物

#### 車両
京阪電鉄の「往年の名車」3車種を展示しており、いずれも展示に際して車内・車外ともに出来るだけ、登場当時の姿に復原している。

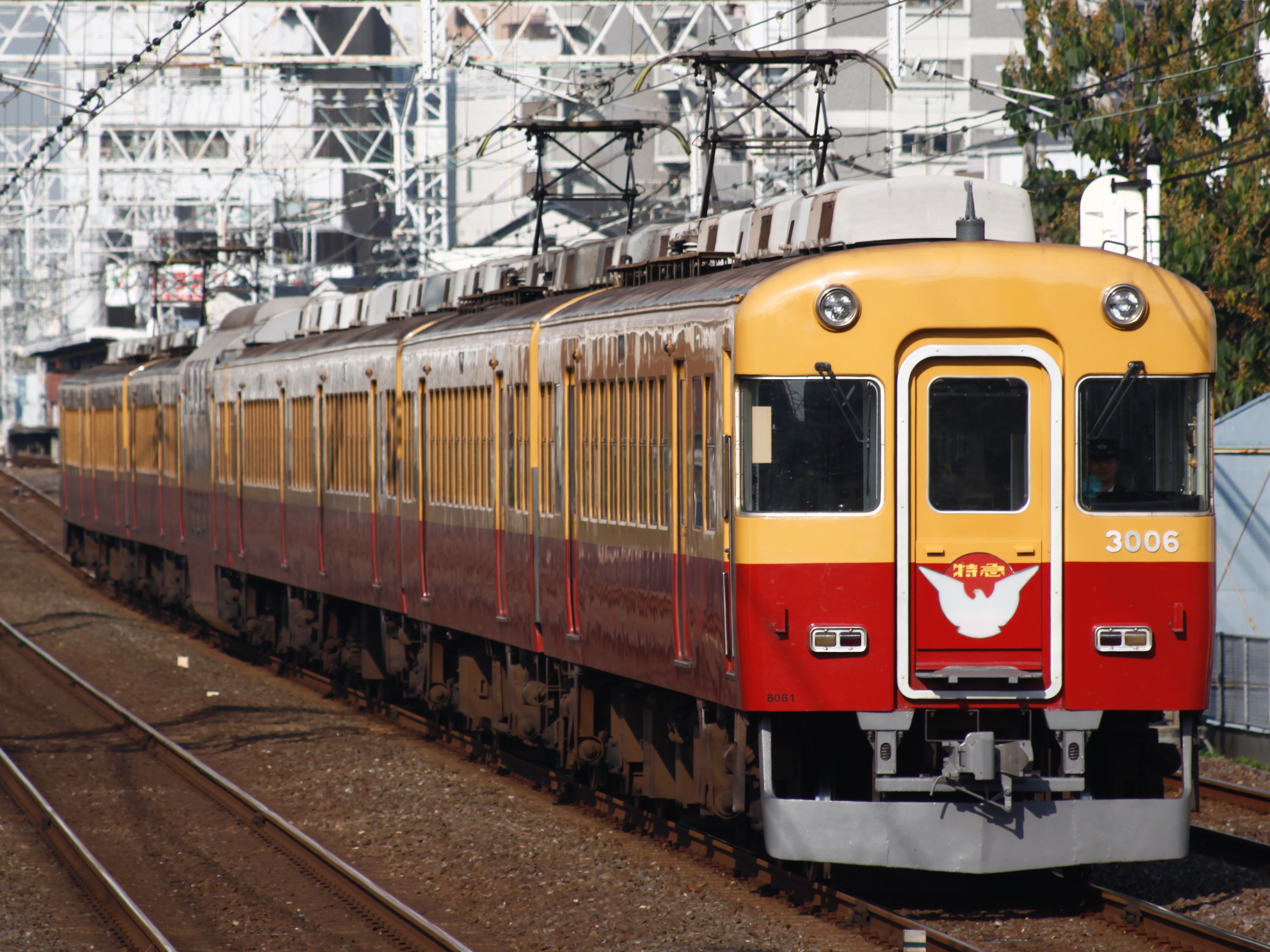
現役最末期の旧3000系の更新車・3505の大阪側先頭車（“クラシックタイプ”）

- 初代3000系先頭1両（3505号車・テレビカー、1972年製）
  - 5代目の京阪特急専用車として1971年に登場。後継の8000系に置き換えられるも最後に1編成が残り、1995年の更新工事を経て、2013年に運用を終了。前年の2012年秋から運用終了までは前面を1995年以前の原型に近づけた”クラシックタイプ”として、通常の特急等の運用の他、快速特急「洛楽」でも運用された。なお、富山地方鉄道に譲渡された車両は2024年現在も運行中である。
  - クラシックタイプの時点で原型鳩マークや切り抜き車両番号など、ある程度、復原されていたが、展示の為の復原で、それまでのダミー幌から本物の幌に付け替え、モケットや沿線路線図から車内テレビの設置まで徹底的に復原された。なお、テレビはブラウン管ではなく現代の薄型テレビである。放映内容は3000系展示までのドキュメントDVD。
  - 「デジタル動態保存」として静態保存されている同車両の運転台を使用して運転体験（運転シミュレーター）ができる。運転体験時には、車両前面にスクリーンが下り、ホーム側にある液晶モニターと連動して本当に車両を運転しているかのような体験が出来る。

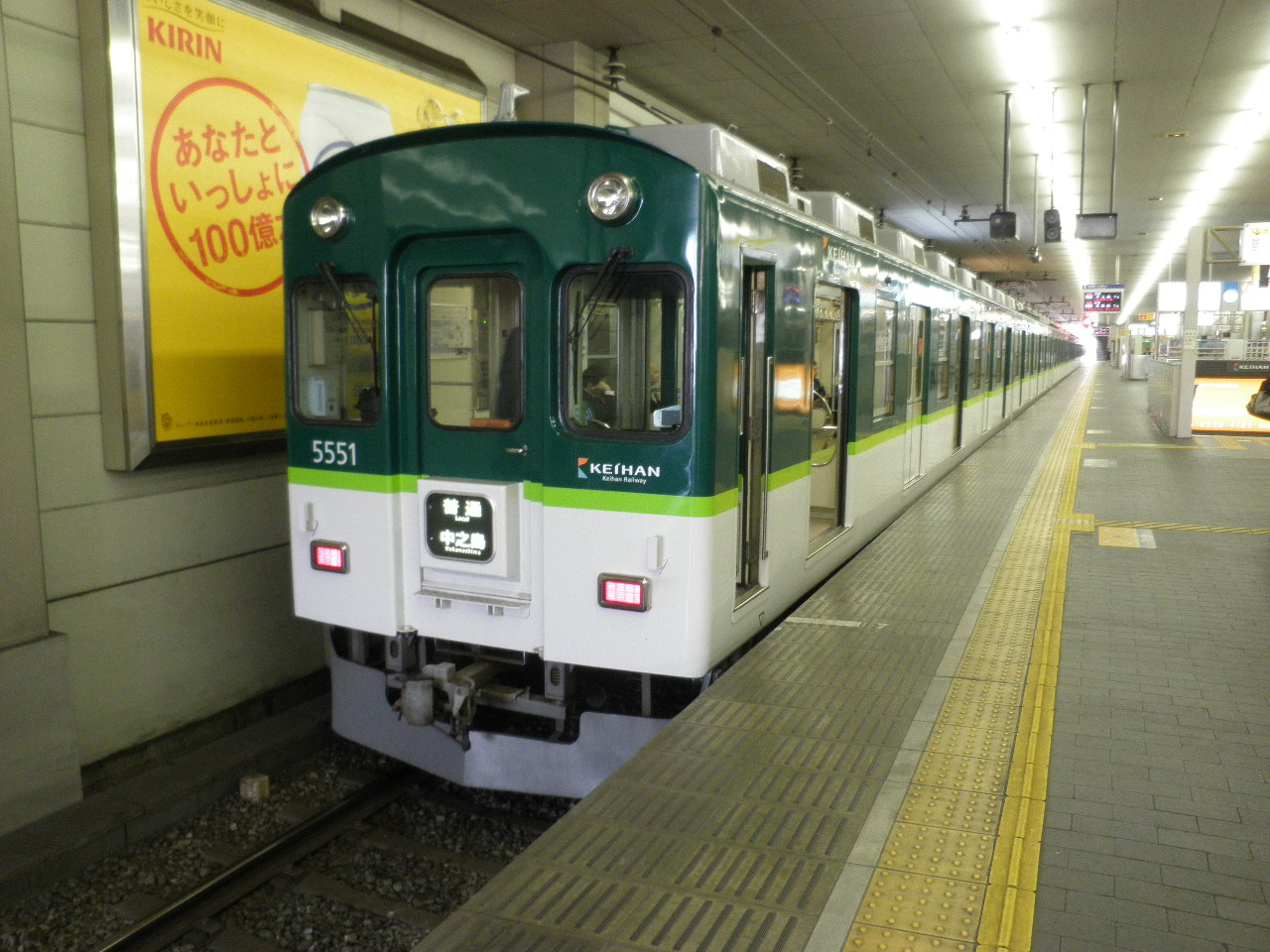
現役末期の5551号車（新塗装・最終形態）

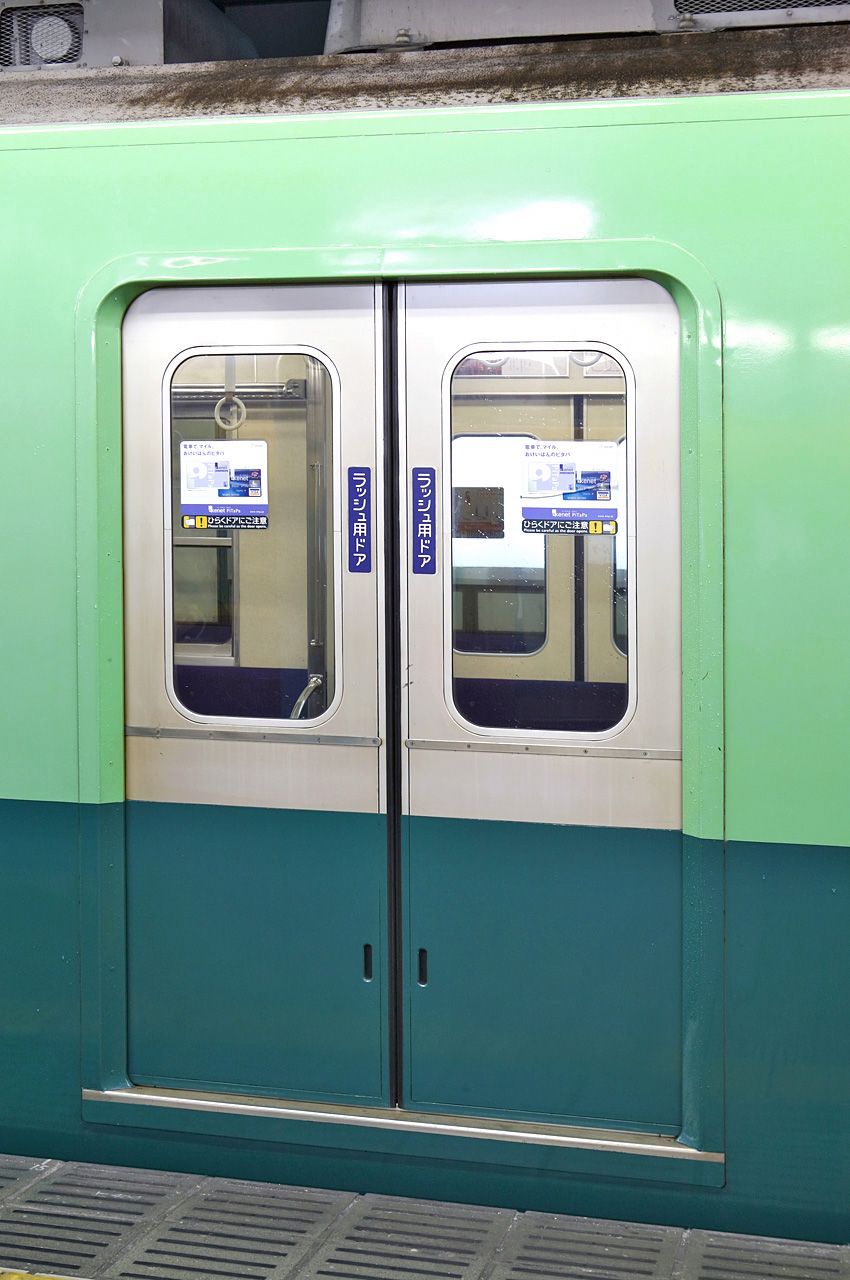
ラッシュ用ドア

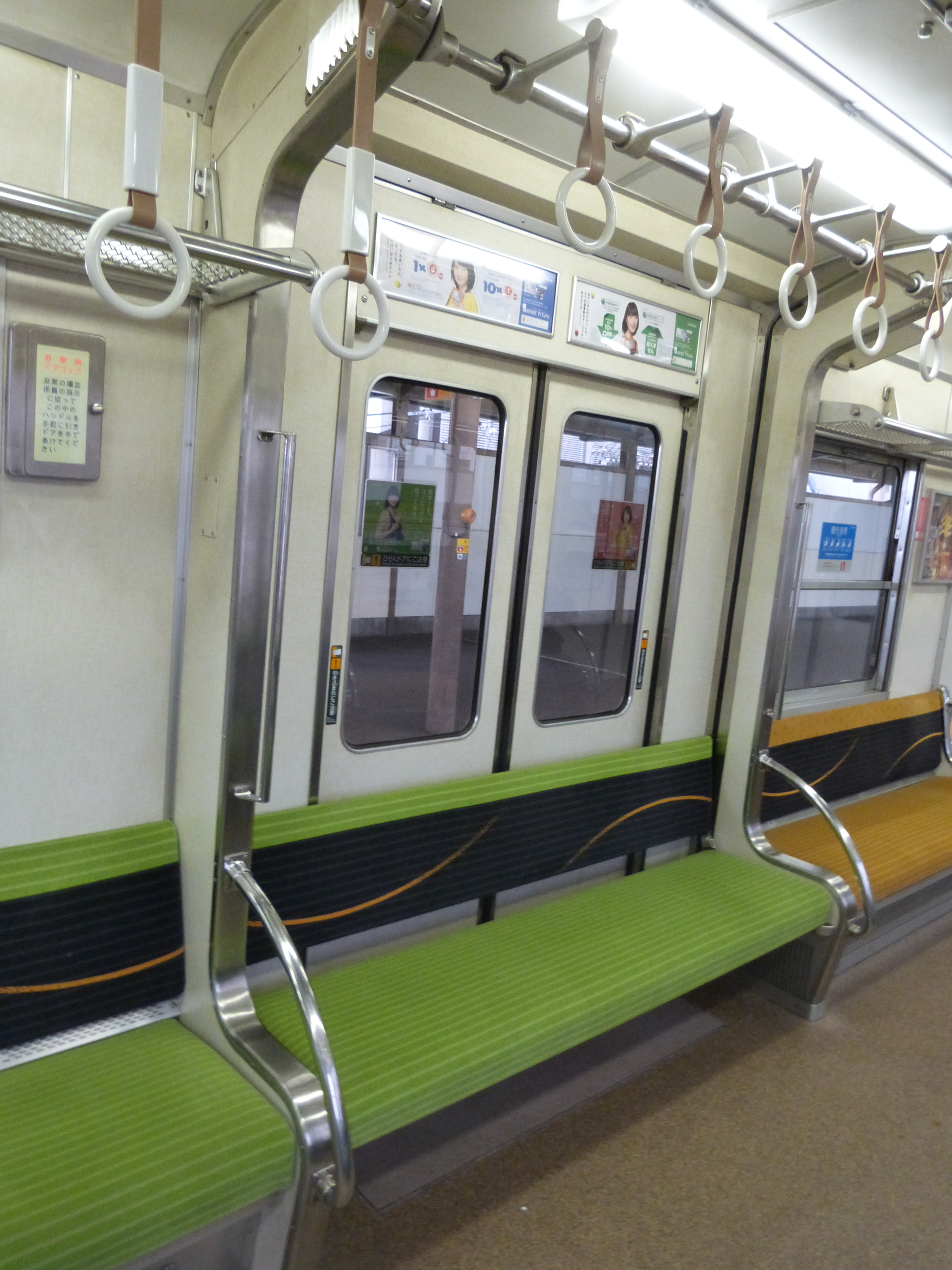
ラッシュ用ドア室内側
座席昇降機構と京阪式跳ね上げ吊り革（座席モケットデザインは登場以降、数回変更されている。）

- 5000系先頭半両分（5551号車・1970年製）
  - 日本最初にして日本最後の多扉車。京阪本線へのホームドア設置の為、2021年9月に運行を終了し、その後、保存展示が決定。日本唯一の座席昇降機構が搭載されており、5000系は展示に際し、車外・車内ともにデビュー当時に復刻し、5000系特有の座席昇降機構も動かせる状態で展示されている[7]。

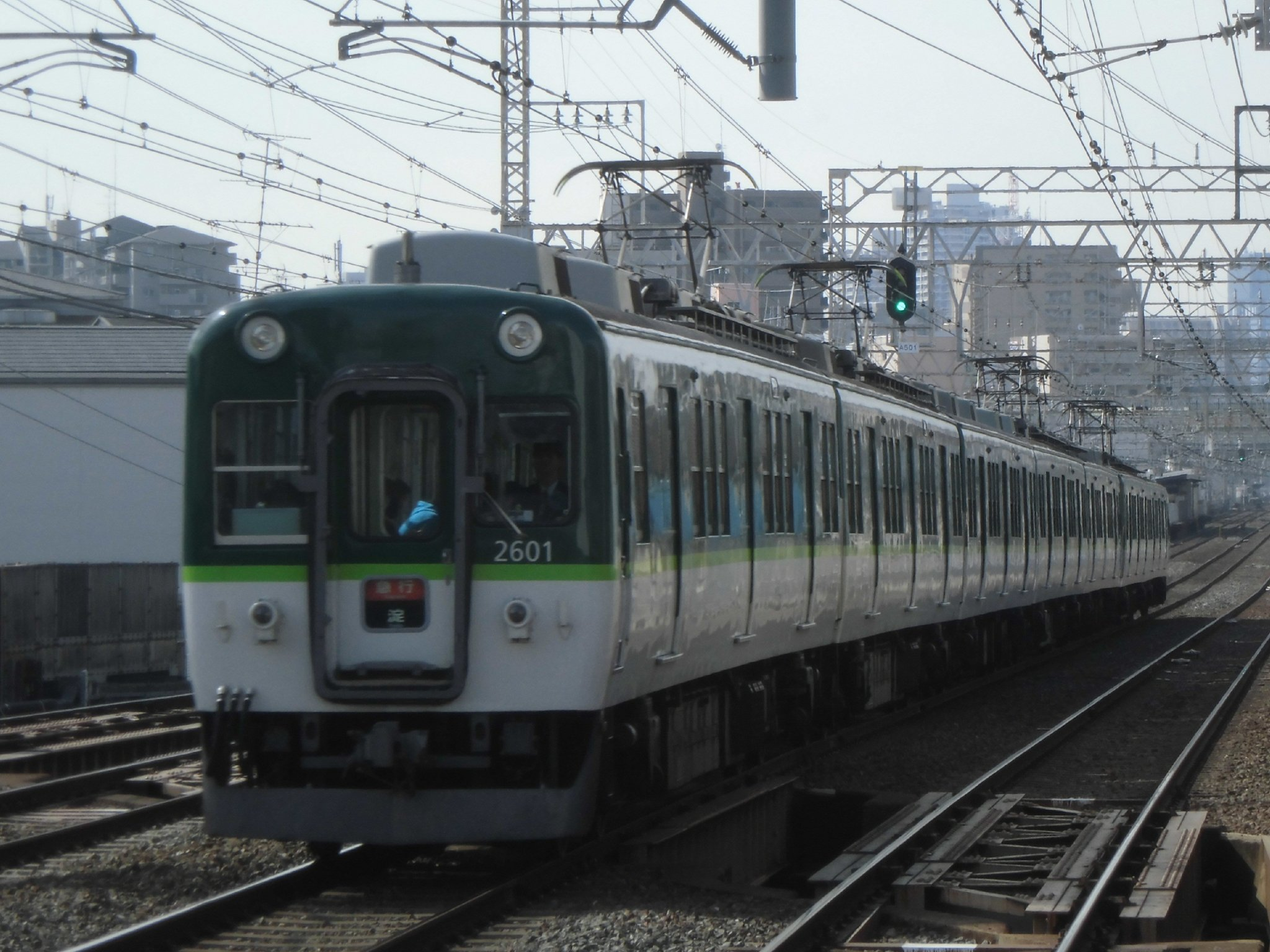
現役末期の2600系0番台2601（新塗装）

- 2600系前面カットモデル（2601号車・1978年製造〈旧2043号車・1962年製造〉）
  - 1983年の京阪線電圧の1500V昇圧に備えて、1959年登場の2000系を昇圧対応化等改造（書類上は新造）を施し、1978年に”再登場”したのが展示されている2600系0番台である。柔軟な編成の組み替えが可能で、運用では4両編成から8両編成まで組成された。これとは別に、1981年には完全新造車の30番台が登場している。
  - 前照灯のLED化や最新機器の搭載等、時代に合わせた変化を遂げている一方、2000系時代を含めて、2019年時点で最も長い車両で60年（2624号車・2818号車）を迎えており[8]、一部がまだ現存する[9]が、2021年9月のダイヤ改正以降、0番台車による定期運用は無くなっており[10]、60年越えの車両を含め、休車となっている。展示の2601号車も休車群のひとつだった。展示に際して、車体塗装が旧塗装に戻された。なお、運転台に入ることは出来ない。

#### 車両以外の常設設置物
- 京阪全駅の今昔写真
  - 初代3000系の展示部分にあるホームの壁面に設置されている。
- HOゲージのジオラマ
  - 京阪沿線の風景を凝縮したジオラマとなっており、有料で模型車両の運転が可能。
- 京阪8000系運転シミュレーター（1回300円）
  - 特急形車両8000系（現行塗装車）の運転台を模した運転シミュレーター（ワンハンドル）。8000系先頭部の実寸大模型の中に運転台が設置されている。
  - 運転内容は、「特急 京橋駅→枚方市駅」のみ。
- 京阪2600系運転シミュレーター（1回300円）
  - 一般形車両2600系の運転台を模した運転シミュレーター。廃車の運転台を使用しているが、8000系と異なり、車両先頭部の実寸大模型は設置されておらず運転台とモニターのみとなっている。
  - 運転内容（運転区間）は、3種類ある。なお、運転内容は選べず、①から③の順番で運転内容は変わる。
    - ①特急 京橋駅→枚方市駅
    - ②特急 樟葉駅→丹波橋駅
    - ③特急 丹波橋駅→出町柳駅
- 液晶タッチパネル
  - 3種類の内容が視聴出来る。
    - ①歴代の車両と解説
    - ②発車メロディ（特急用・一般用）※2014年時点のもので、のちに京阪線で追加設定された快速特急用の発車メロディは反映されていない。
    - ③歴代の路線図
- 京阪電鉄の歴史
  - 京阪電鉄の歴史が年表と写真とともに施設壁面に貼られている。
- 3000系ホーム壁面液晶画面・イベントスペース用液晶画面
  - 3000系ホーム壁面に設置された液晶画面は、3000系運転シミュレーター使用時には運転動作と連動して車窓が映される。それ以外では主に5000系・2600系の復原作業の様子が映される。イベントスペース用液晶画面もイベントが特に無い時は同様に作業の様子が映される。
- 両替機

#### 非常設
- ショーケース内の展示品は定期的に入れ替えられる。

## 歴史
- 1972年4月1日 - 「くずはモール街」としてオープン。
- 1974年10月 - 松坂屋くずは店がオープン。
- 1978年10月28日 - 「緑のモール」、「花のモール」の2階を増築オープン。
- 1985年8月1日 - 京阪くずは会館内にパチンコ店[※ 6]がオープン。
- 2004年
  - 1月12日 - 全面建て替えによるリニューアルのため閉鎖。（松坂屋を除く。）
  - 1月24日 - 仮設店舗「くずはモール’ダッシュ」オープン。
  - 3月31日 - 松坂屋くずは店が閉店。
  - 8月 - 松坂屋くずは店跡を松坂屋より賃借し、リニューアル計画に組み入れることが決定。
- 2005年
  - 4月14日 - 「KUZUHA MALL」としてリニューアルオープン。（本館と西館。）
  - 9月15日 - KIDS館がオープン。
- 2012年
  - 6月30日 - 建て替えのため、西館が営業終了。
  - 8月31日 - 建て替えのため、KIDS館が営業終了。
- 2014年3月12日 - 本館・南館グランドオープン。
- 2015年2月17日 - 「KUZUHA MALL」が環境省主催「第5回省エネ・照明デザインアワード」優秀事例に選定される。
- 2023年 - 春から秋にかけてリニューアル開業を順次予定[1]。

## アクセス
京阪本線樟葉駅および京阪バスの樟葉駅、くずはモール両バス停の前にある。